# Trago

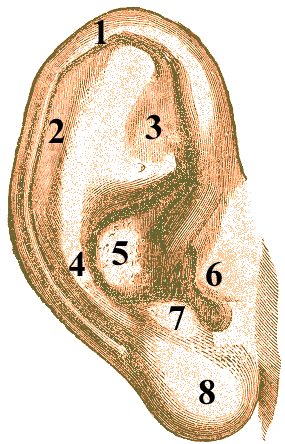
Nesta imagem do pavilhão da orelha humana e seus componentes, o Trago é referenciado como item 6.

Trago, ou Tragus é uma pequena saliência localizada no ouvido externo. Sua função é esconder e proteger o canal auditivo externo. Além disso, a localização do tragus auxilia na audição coletando os sons que vêm de trás. Como esses sons chegam mais tarde do que os sons vindos da frente, o tragus ajuda o cérebro a discriminar entre as fontes de som frontais e traseiras.
Nos humanos, essa parte do corpo não é muscularmente móvel.

## Em Outros Animais
O Tragus é fundamental em muitas espécies de morcegos. Nestes animais, ele é um pedaço de pele colocado em frente ao canal auditivo que desempenha um papel importante na orientação dos sons do ouvido e, portanto, na localização das presas e na navegação através da ecolocalização. O tragus permite aos morcegos ecolocalizar, isto é, discriminar os objetos que os cercam e os obstáculos no espaço tridimensional. Em estudos em que o tragus de alguns indivíduos foi temporariamente colocado fora da posição normal, a acuidade de navegação do morcego diminuiu em um quarto em comparação com indivíduos com tragus não modificados. Com base neste estudo, os autores concluíram que a função do tragus é determinar a direção de um alvo no plano vertical. No entanto, nem todos os morcegos ecolocais têm tragus. Em algumas espécies de morcegos, a maneira como a borda externa inferior da orelha se dobra sobre si mesma funciona de maneira semelhante ao tragus. Por ser o trago proeminente em morcegos, é uma característica importante na identificação de espécies.

## Ver Também
- Tragus piercing